# Karl Moritz Schumann
Karl Moritz Schumann (Görlitz, 17 giugno 1851 – Berlino, 22 marzo 1904) è stato un botanico tedesco.

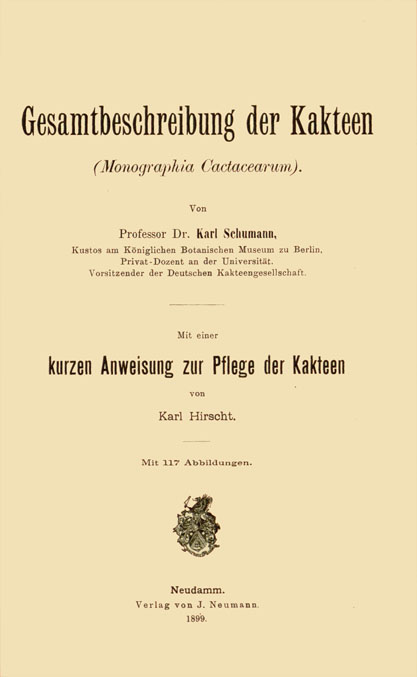
Gesamtbeschreibung der Kakteen

È stato professore di botanica e curatore del Museo di Botanica di Berlino nonché primo presidente della  "Deutsche Kakteen Gesellschaft" (Società Tedesca per i Cactus), fondata il 6 novembre 1892. Ha pubblicato diversi studi sulle Cactacee.

## Opere
- Karl M. Schumann, Gesamtbeschreibung der Kakteen (Descrizione completa dei cactus), 1898.
- Karl M. Schumann et al, Kakteen (Iconographia Cactacearum) im Auftrage der Deutschen Kakteen-Gesellschaft, 1900-1921.
- Karl M. Schumann, Praktikum für morphologische und systematische Botanik, 1904.

## Riconoscimenti
Diversi sono i generi e le specie che portano il nome di Schumann. I generi Schumannianthus, Schumanniophyton, Schumannia. E tra le specie ricordiamo Cycas schumanniana, Mammillaria schumannii e Notocactus schumannianus.
| K.Schum. è l'abbreviazione standard utilizzata per le piante descritte da Karl Moritz Schumann. Consulta l'elenco delle piante assegnate a questo autore dall'IPNI. |